# Cornelius David Krieghoff

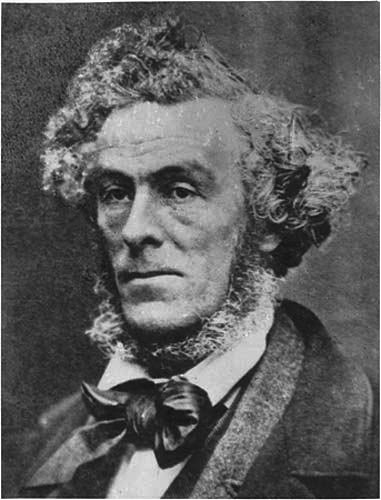
Porträt Cornelius David Krieghoffs

Cornelius David Krieghoff (* 19. Juni 1815 in Amsterdam; † 5. März 1872 in Chicago) zählt zu den bekanntesten kanadischen Malern des 19. Jahrhunderts. Sein Werk zeigt oft die Lebenswelten der französischstämmigen Landbevölkerung Kanadas und der First Nations-Stämme.

## Leben
Sein Vater Johann Ernst Krieghoff war mit seiner Frau Charlotte von Deutschland nach Amsterdam gezogen, wo Cornelius David Krieghoff als drittes von vier Kindern geboren wurde. In den frühen 1830er Jahren wurde Krieghoff in Schweinfurt und Düsseldorf ausgebildet. Er übersiedelte 1836 nach New York in den USA und trat 1837 in die Armee ein, wo er während der Seminolenkriege Zeichnungen anfertigte, die er später als Grundlage für Ölgemälde verwendete. 1840 heiratete er und zog nach Montreal in Kanada. Hier fertigte er Bilder der in dem unweit gelegenen Kahnawake-Reservat lebenden Mohawk an. Ende 1871, nach ausgedehnten Reisen durch Europa, zog er von Québec nach Chicago, wo er wenige Monate später starb.

## Fotogalerie

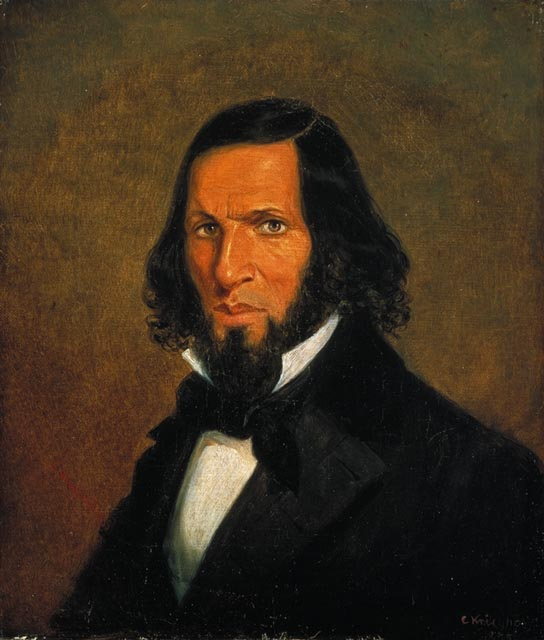
Selbstporträt
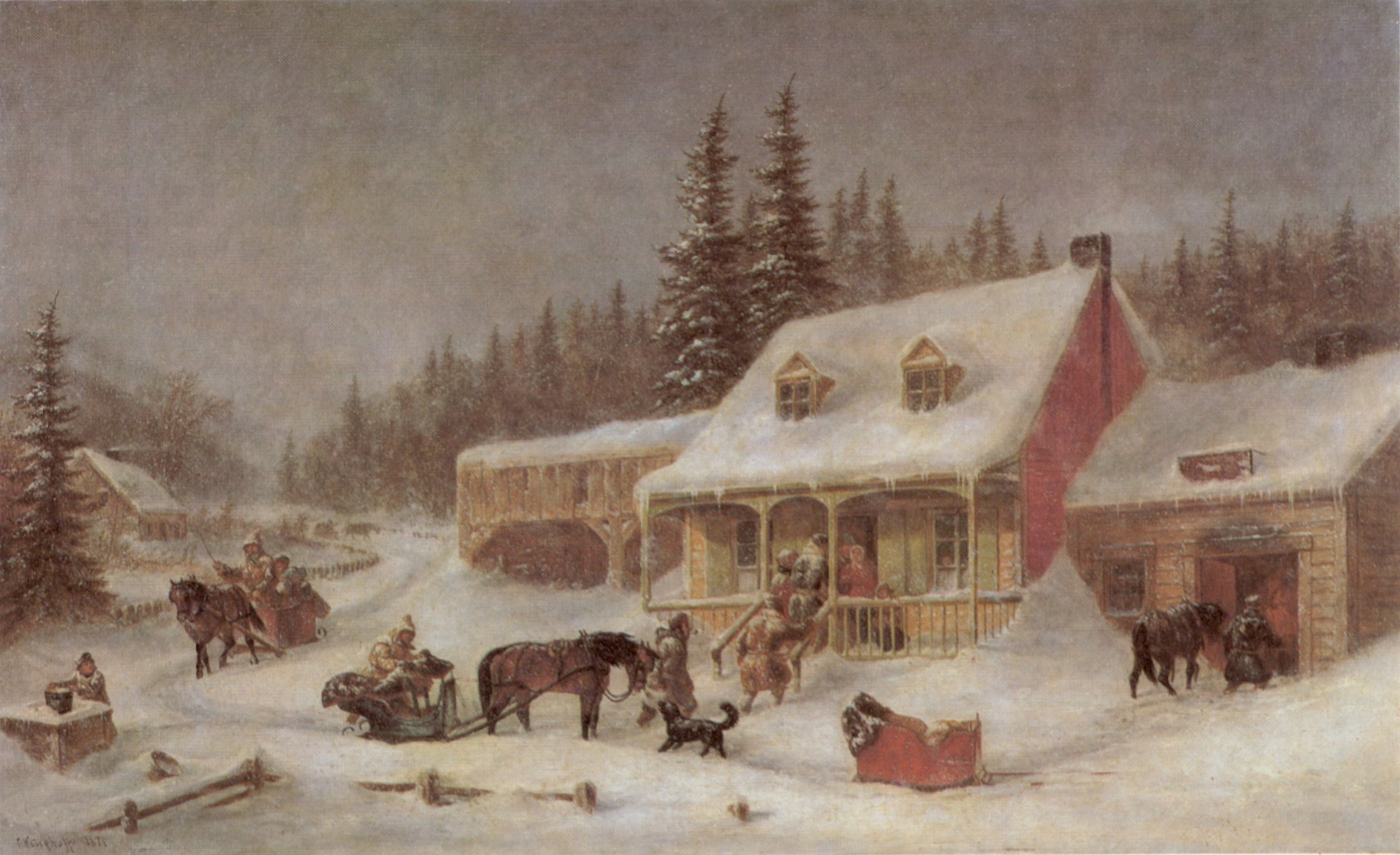
The Blacksmith's Shop
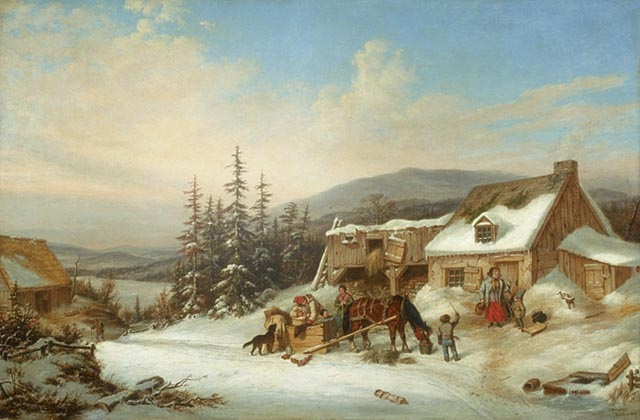
The Habitant Farm
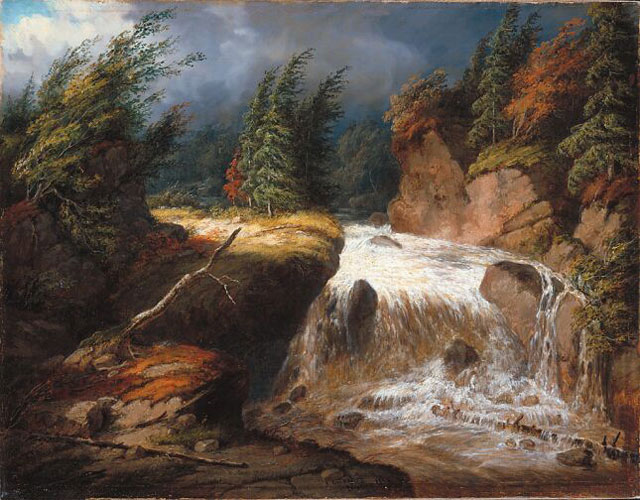
The Passing Storm
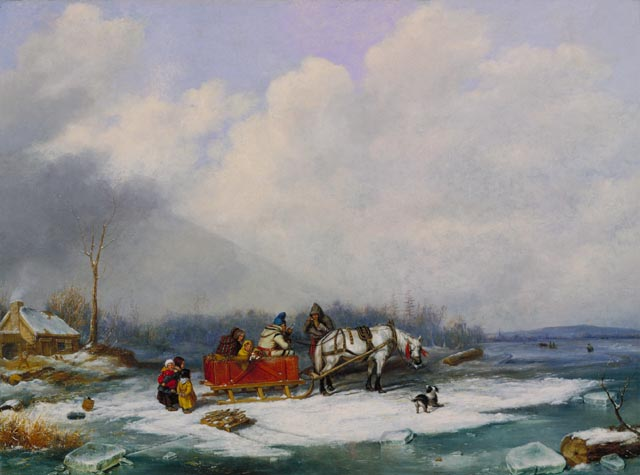
Winter Landscape
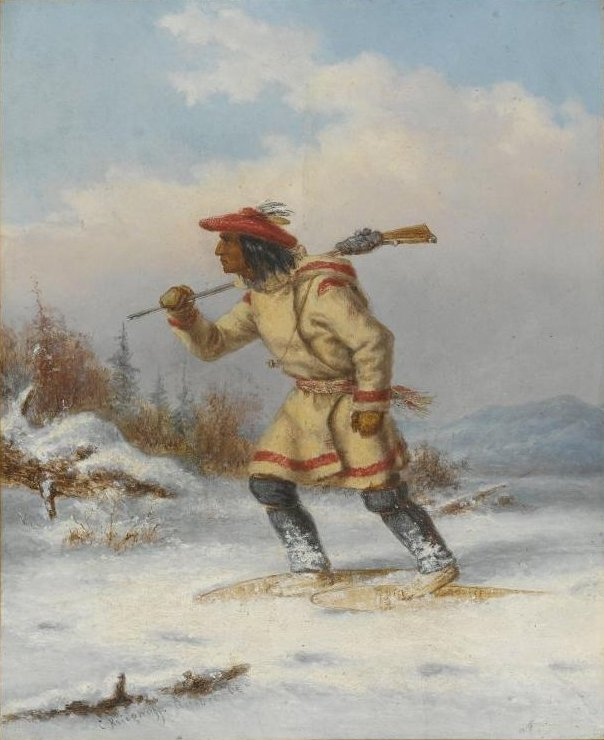
Following the Moose

## Gedenken an Krieghoff
Die kanadische Regierung, vertreten durch den für das Historic Sites and Monuments Board of Canada zuständigen Minister, ehrte Krieghoff am 28. Oktober 1972 für sein Wirken als Künstler und erklärte ihn zu einer „Person von nationaler historischer Bedeutung“.

### Briefmarken
- 1972: Kanada – The Blacksmith’s Shop – 8 kan¢[3]
- 1972: Kaulbach Island – Steamship Québec – 18 kan¢[4]
- 2000: Kanada – The Artist at Niagara – 95 kan¢[5]

### Münzen
- 2001: Kanada – The Habitant Farm – 200 kan$ Goldmünze[6]
- 2015: Kanada – Moccasin Seller Crossing the St. Lawrence at Québec City – 5 kan$ Silbermünze[7]
- 2015: Kanada – Hunter in Winter – 5 kan$ Silbermünze[7]
- 2015: Kanada – Indian Wigwam in Lower Canada – 5 kan$ Silbermünze[7]